# Geminale
In chimica si parla di geminale (dal latino gemini "gemelli"), quando due gruppi funzionali uguali (ad es. alogeni come fluoro, cloro o bromo) sono legati allo stesso atomo di carbonio all'interno di una catena o di un sistema ad anelli. Il prefisso gem viene applicato a un nome chimico per indicare questa relazione, come in un gem-dibromuro.
Un esempio può essere l'ottenimento di un dialogenuro geminale, mediante la reazione di un chetone con alcuni derivati del fosforo. L'immagine seguente mostra la conversione del cicloexil-metil-chetone in un gem-dicloruro attraverso una reazione con pentacloruro di fosforo:
Definizioni divergenti non escludono sostituenti diversi, per quanto anche qui si deve notare che di regola si tratta di sostituenti dello stesso tipo.
|                                                          | Confronto dei vicinali con i geminali e con campioni di sostituzione isolati |          |            |            |
|                                                          | alcani                                                                       | geminali | vicinali   | isolati    |
| metano                                                   |                                                                              |          | non esiste | non esiste |
| etano                                                    |                                                                              |          |            | non esiste |
| propano                                                  |                                                                              |          |            |            |
| Sostituenti marcati in rosso sui dibromalcani prescelti. |                                                                              |          |            |            |

## Spettroscopia NMR di1H
Nella spettroscopia NMR di 1H l'accoppiamento di due atomi di idrogeno, che si trovano sullo stesso atomo di carbonio, si definisce accoppiamento geminale. Si presenta solo quando due atomi di idrogeno su un gruppo metile differiscono tra loro dal punto di vista stereochimico. La costante di accoppiamento geminale si definisce 2J, perché gli atomi di idrogeno si accoppiano tra loro attraverso due legami. In dipendenza dagli altri sostituenti la costante di accoppiamento geminale assume valori tra −23 e +42 Hz.